# Мюре, Жюль (1805)
Жюль Мюре́ (фр. Jules Muret; 4 мая 1805, Веве — 17 февраля 1880, Лозанна) — швейцарский политик.

## Происхождение и семья
Сын Луи-Давида Мюре, врача и депутата и Маргерит де Палезьё. Внук Жана-Луи Мюре, племянник Жюля Мюре. Был женат на Жанн-Мари Таллише, дочери врача Жана-Луи Таллише.

## Биография
Изучал право в Лозаннском и Гейдельбергском университетах. С 1821 года — член Общества изящной словесности, с 1823 — Цофингского студенческого объединения. После обучения работал адвокатом в Лозанне. С 1834 до 1840 годы — член совета по народному образованию. С 1836 по 1848 годы — депутат Большого совета кантона Во. С 1840 по 1845 годы — государственный советник. Был близок к радикалам, но выступал против изгнания иезуитов из страны и не смог предотвратить революцию 1845 года. С 1859 по 1863 годы — кантональный судья. С 1863 по 1877 годы — судья и асессор мирового суда Лозаннского округа.